# Charles M. Rice
Pour les articles homonymes, voir Rice.
Charles M. Rice est un médecin américain né le 25 août 1952. Il est lauréat du prix Nobel de médecine 2020 aux côtés de Harvey J. Alter et de Michael Houghton pour leurs travaux sur le virus de l'hépatite C.
Au moment de ses recherches sur le virus de l'hépatite C il se trouvait à l'université de Washington (il est à
l'université Rockfeller depuis 2001). Il a synthétisé un brin d'ARN similaire à celui du virus sauvage. Comme on ne connaissait pas de culture cellulaire susceptible d'être infecté par le virus, il a injecté ce brin d'ARN à un chimpanzé qui, par la suite, a développé une hépatite C caractéristique. Ses travaux ont été déterminants  dans la compréhension de la structure génomique et du cycle de reproduction du virus. Conformément aux bonnes pratiques scientifiques, il a généreusement partagé réactifs et clones nécessaires à la recherche sur le virus de l'hépatite C 